# Abdolah Movahed
Abdolah Movahed (Babolsar, Irán, 20 de marzo de 1940) es un deportista iraní retirado especialista en lucha libre olímpica donde llegó a ser campeón olímpico en México 1968.

## Carrera deportiva
En los Juegos Olímpicos de 1968 celebrados en México ganó la medalla de oro en lucha libre olímpica estilo peso ligero, por delante del luchador búlgaro Enyu Valchev (plata) y el mongol Danzandarjaagiin Sereeter (bronce).